# Burnin’ (Daft-Punk-Lied)
Burnin’ ist ein Instrumental des French-House-Duos Daft Punk aus dem Jahr 1997. Das Stück ist die vierte Singleauskopplung aus deren Debütalbum Homework (Januar 1997).

## Entstehung und Veröffentlichung
Das Lied wurde von den beiden Daft-Punk-Mitgliedern Thomas Bangalter und Guy-Manuel de Homem-Christo komponiert und produziert. Obwohl das Lied ein Sample aus Freaky Behavior (1981, The Bar-Kays) enthält, sind die Daft-Punk-Mitglieder alleinige Urheber des Stücks.
Die Erstveröffentlichung von Burnin’ erfolgte als Teil des Daft-Punk-Debütalbums Homework am 20. Januar 1997 bei Daft Trax und Virgin Records (Katalognummer: 842609-1). Am 11. September desselben Jahres erschien das Lied als vierte Singleauskopplung aus dem Album (Katalognummer: VSCDT 1649). Diese erschien als CD-Maxi-Single mit vier verschiedenen Versionen des Liedes. Zum Zeitpunkt der Erstveröffentlichungen erschienen auch eine Maxi-Single mit fünf Titeln (Katalognummer: 8945516) sowie eine 2-Track-Single (Katalognummer: 8945522).

## Musikvideo
Das Musikvideo zu Burnin’ entstand unter der Regie von Seb Janiak und ist eine Hommage an diverse Chicago-House-Produzenten, von denen sich Daft Punk inspirieren ließen. In der Partyszene des Videos sind bekannte Chicagoer House-DJs wie DJ Sneak, Roger Sanchez, Derrick Carter, Roy Davis Jr., Paul Johnson, Robert Armani und DJ Hyperactive zu sehen. Die Daft Punk-Mitglieder Thomas Bangalter und Guy-Manuel de Homem-Christo haben im Video ebenfalls kurze Cameo-Auftritte als Partygäste. Bangalter trägt eine Sonnenbrille und eine langhaarige, dunkle Perücke, während de Homem-Christo in einem violetten Anzug, einer Sonnenbrille und einer blonden Perücke auftritt. Das Video wurde in Chicago gedreht, wobei ein Bürogebäude in One South Wacker Drive als Kulisse diente.
Das Video beginnt mit einem Jungen, der im Garten seiner Eltern mit einem Spielzeug-Feuerwehrauto spielt, während sein Vater Steaks für ein Barbecue grillt. Die Szene wechselt von dieser Kulisse zu einer Partyszene in einem Hochhaus, in der sich ein Feuer ausbreitet, ohne dass es auf der Party jemand bemerkt. Ein heranrückendes Team von Feuerwehrleuten macht die Partygäste schließlich auf das Feuer aufmerksam und eskortiert sie aus dem Gebäude. Es wird angedeutet, dass der Junge und sein Feuerwehrauto mit der Rettung und Evakuierung durch die Feuerwehrleute im Video verbunden sind.

## Chartplatzierungen
| ChartsChartplatzierungen     | Höchstplatzierung | Wochen |
| ---------------------------- | ----------------- | ------ |
| Vereinigtes Königreich (OCC) | 30 (2 Wo.)        | 2      |